# 신지혜 (기자)
신지혜(1988년 2월 11일~ )은 대한민국의 KBS의 보도본부 기자이다.

## 학력
- 2007~2011: 이화여자대학교 언론정보학과 학사(2007학번)

## 경력
KBS 보도본부 통일외교부 기자
2016.03
KBS 보도본부 정치부 기자
2014.02~2016.02
KBS 보도본부 사회부 기자
2011.08
KBS 38기 공채 기자
보도본부 디지털뉴스부 기자

## 진행
- KBS 뉴스 9 박지원 아나운서의 2022 카타르 월드컵 현지 중계로 인한 카타르 파견 및 관련 프로그램 MC 수행으로 인하여, 2022년 11월 19일~2022년 12월 18일 대신 진행
- KBS 뉴스 9 이소정 기자의 휴가 휴가 또는 출장으로 인하여, 2020년 12월 21일~2020년 12월 25일, 2022년 9월 5일~2022년 9월 9일, 2023년 6월 5일~2023년 6월 9일 대신 진행
- 대화의 희열 3 출연 2021
- 명견만리 출연 Q100 2020
- 대화의 희열 2 출연 2019